# Triple Crown (escursionismo)
Negli Stati Uniti d'America, il termine Tripla corona dell'escursionismo (in inglese Triple Crown of Hiking) designa informalmente i tre maggiori sentieri escursionistici a lunga percorrenza del paese: 
- Continental Divide Trail - 4.873 km o (3.028 miglia), tra Messico e Canada seguendo il Continental Divide lungo le Montagne Rocciose e attraversando Montana, Idaho, Wyoming, Colorado e Nuovo Messico.[1]
- Pacific Crest Trail - lungo 4.270 km o (2.356 miglia),[2] attraversando Washington, Oregon e California tra Messico e Canada e seguendo la porzione più elevata della Sierra Nevada e della Catena delle Cascate.
- Sentiero degli Appalachi - 3.531 km o (2.194 miglia), tra Monte Springer in Georgia e Monte Katahdin in Maine.[3]

La lunghezza totale dei tre sentieri è di circa 12.674 km (circa 7.875 miglia); l'avanzamento verticale è di più di 300 km. Se si completano i tre sentieri si visita un totale di 22 stati. La American Long Distance Hiking Association - West (ALDHA-WEST) è l'unica organizzazione che riconosce questa impresa escursionistica. Al Raduno dell'ALDHA-West Gathering, che si tiene ogni autunno, sono riconosciuti i vincitori della tripla corona, che ricevono le targhe che attestano la loro impresa. All'ottobre 2012, 174 erano stati designati Triple Crowners.
Reed Gjonnes, una ragazza di 13 anni, è la più giovane persona ad aver completato la Tripla corona. Insieme a suo padre, percorse il Pacific Crest nel 2011, gli Appalachi nel 2012, e il Continental nel 2013.

## In successione
La prima persona a percorrere in successione (back to back, in inglese) i tre sentieri della Tripla corona fu Matthew Hazley dell'Irlanda del Nord, che impiegò 239 giorni nel 2005.